# Георг фон Фрундсберг
Георг фон Фрундсберг (Минделхајм 24. септембар 1473 — исто 20. август 1528) је био јужнонемачки војник и вођа ландскнехтера у служби Хабзбурговаца. Сматра се једним од најважнијих немачких пешадијских тактикичара и ратних предузетника раног модерног периода. Његово име је уско повезано с дуготрајном борбом Хабзбурговаца за превласт у северној Италији.